# بني مكرم
بني مكرم هم سلالة عربية كونت إمارة في عمان والمؤسس لهذه الإمارة المكرمية هو أبو محمد الأول الحسين بن مكرم . حكمت ما بين نهاية القرن الرابع الهجري /10م وبداية القرن الخامس الهجري /11 م في منطقة صحار بعمان .
سبق لابن مكرم بفترة من الزمن الخدمة في البلاط البويهي وذلك باتصاله مع بهاء الدولة، ومكافئة لابو محمد بن مكرم عينه بهاء الدولة والياً على عمان 390هـ/ 999م، بعد ضعف البويهيون ببغداد تولى بني مكرم السلطة في عمان واسسو امارتهم. 

## قائمة حكام بني مكرم
- أبو محمد الأول الحسين بن مكرم
- الفرخان بن شيران
- أبو محمد الأول الحسين بن مكرم
- أبو القاسم ناصر الدين علي بن الحسين
- أبو الجيش ناصر الدين بن علي
- علي بن هطال المنوجاني
- أبو محمد الثاني بن علي

## نهاية حكمهم
في سنة 442هـ ضعف ملك ‌بني ‌مكرم وتغلّب عليهم النساء والعبيد، فزحف إليها الخوارج وملكوها، وقتلوا بقيتهم وانقطع منها رسم الملك.